# Scurt circuit (film din 1986)
Scurt circuit (titlu original: Short Circuit) este un film SF de comedie american din 1986 regizat de John Badham. Filmul se concentrează pe un robot militar experimental care este lovit de fulger și dobândește o inteligență asemănătoare omului, ceea ce îl face să evadeze de unitatea sa pentru a afla mai multe despre lume. Rolurile principale au fost interpretate de actorii Ally Sheedy, Steve Guttenberg, Fisher Stevens, Austin Pendleton și G. W. Bailey, cu Tim Blaney va cocea robotului Numărul 5. Scenariul este scris de S. S. Wilson și Brent Maddock.

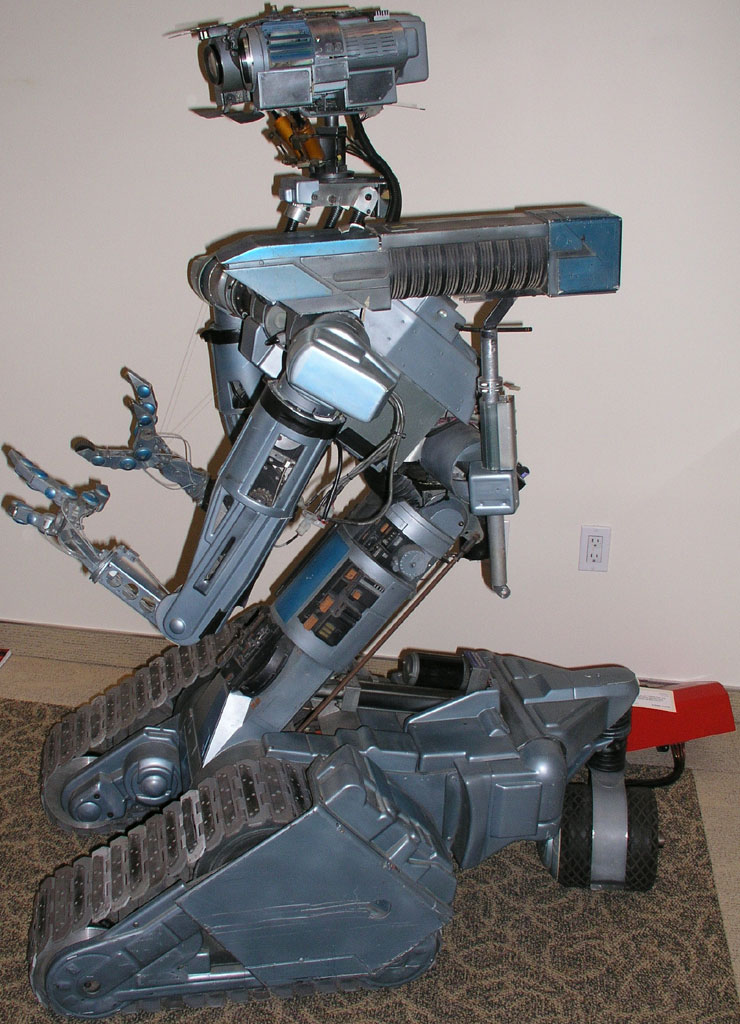

Scurt circuit a fost lansat în cinematografe în Statele Unite și Canada la 9 mai 1986, de Tri-Star Pictures. În ciuda faptului că a primit recenzii mixte de la critici, filmul a fost un succes de box office, încasând 40,7 milioane de dolari americani față la un buget de 15 milioane de dolari. A avut trei nominalizări, inclusiv cel mai bun film științifico-fantastic, la cea de-a 14-a ediție a Premiilor Saturn. O continuare, Scurt circuit 2, a fost lansată pe 6 iulie 1988.

## Distribuție
- Tim Blaney – vocea Numărului 5, poreclit mai târziu „Johnny 5”
- Ally Sheedy – Stephanie Speck, care se împrietenește cu Numărul 5
- Steve Guttenberg – Newton Crosby, Ph.D., designerul prototipurilor
- Fisher Stevens – Ben Jhaveri, asistentul lui Crosby
- Austin Pendleton – Dr. Howard Marner, Președinte Nova Robotics
- G. W. Bailey – Căpitanul Skroeder, ofițerul de securitate
- Brian McNamara – Frank, fostul iubit abuziv al lui Stephanie
- Marvin J. McIntyre – Duke, unul dintre ofițerii de securitate de la Nova
- John Garber – Otis
- Penny Santon – doamna Cepeda, menajera Stephaniei
- Vernon Weddle – Generalul Washburne
- Barbara Tarbuck – Senatorul Mills

### Nemenționați
- John Badham – Cameraman
- Jack Angel – Numărul 1 (voce)
- Cam Clarke – Numărul 2 (voce)
- Don Messick – Numărul 3 (voce)
- Seth Peters – Numărul 4 (voce)